# 1922 no desporto

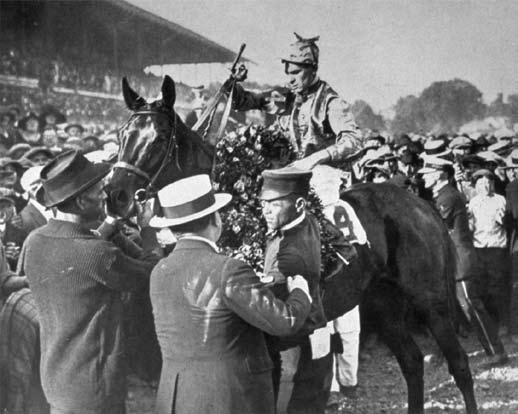
1922 Kentucky Derby, vencedor Morvich, com o jockey Albert Johnson

## Eventos
- 1 de maio - Fundação do Tramagal Sport União.
- 30 de maio - Jimmy Murphy é o vencedor das 500 Milhas de Indianápolis.
- 31 de julho a 19 de agosto - Torneio de xadrez de Londres de 1922, vencido por José Raul Capablanca.[1]
- Em Portugal, fundação do Atlético Clube de Cucujães.
- Fundação do Vitória Sport Clube de Guimarães,  Portugal.
- Fundação do Uberlândia Esporte Clube, até então Uberabinha Sport Club

## Nascimentos
| Data           | Nome                      | Profissão                      | Nacionalidade   | Observações | Ref    |
| -------------- | ------------------------- | ------------------------------ | --------------- | ----------- | ------ |
| 1º de março    | Luís Alonso Pérez         | treinador futebol              | Brasil          | m. 1972     | [ 2 ]  |
| 15 de março    | Nino Bibbia               | piloto de skeleton e bobsleigh | Itália          | m. 2013     | [ 3 ]  |
| 18 de julho    | Hedy Stenuf               | patinadora artística           | Áustria         | m. 2010     | [ 4 ]  |
| 13 de setembro | Edi Rada                  | patinador artístico            | Áustria         | m. 1997     | [ 5 ]  |
| 19 de setembro | Dana Zátopková            | atleta, lançadora de dardo     | Tchecoslováquia | m. 2020     | [ 6 ]  |
| 19 de setembro | Emil Zátopek              | atleta, corredor de fundo      | Tchecoslováquia | m. 2000     | [ 7 ]  |
| 29 de setembro | Esther Brand              | atleta, saltadora em altura    | África do Sul   | m. 2015     | [ 8 ]  |
| 5 de outubro   | José Froilán González     | piloto de Fórmula 1            | Argentina       | m. 2013     | [ 9 ]  |
| 8 de novembro  | Ademir Marques de Menezes | futebolista                    | Brasil          | m. 1996     | [ 10 ] |
| 29 de novembro | Ria Baran                 | patinadora artística           | Alemanha        | m. 1986     | [ 11 ] |
| 6 de dezembro  | Guy Thys                  | futebolista                    | Bélgica         | m. 2003     | [ 12 ] |

## Mortes
| Data | Nome | Profissão | Nacionalidade | Observações | Ref |
| ---- | ---- | --------- | ------------- | ----------- | --- |